# طريف الخالدي
طريف الخالدي (و. 1356 هـ / 1938 م) هو مؤرخ، من أهل القدس.
ولد في القدس، رحل إلى إنكلترا ودرس التاريخ الحديث في جامعة أكسفورد، ثم حصل على دكتوراه في الدراسات الإسلامية من جامعة شيكاغو. درَس في إنكلترا وعُين سنة 1996م أستاذًا لكرسي آدامز للعربية في جامعة كمبريدج. يدرس الآن في الجامعة الأميركية في بيروت.

## آثاره
- «الإنجيل برواية المسلمين»
- «الخليج العربي - بحر الاساطير»
- «فكرة التاريخ عند العرب - من الكتاب إلى المقدّمة»